# Псевдолокальность потока Риччи
Псевдолокальность — одно из свойств потока Риччи, которое качественно отличает его от линейных потоков, например, от уравнения теплопроводности.
Свойство утверждает, что если некоторая окрестность точки в начальный момент выглядит почти как кусок евклидова пространства, то это свойство сохранится определённое время в потоке Риччи для меньшей окрестности.
Псевдолокальность потока Риччи была доказана Перельманом.

## Формулировка
Для положительного целого {\displaystyle n} существуют {\displaystyle \delta ,\varepsilon >0} такие, что выполняется следующее утверждение.
- Пусть {\displaystyle M} компактное {\displaystyle n}-мерное многообразие и {\displaystyle g_{t}} решение потока Риччи на {\displaystyle M} определённое во временном интервале {\displaystyle [0,\varepsilon ^{2}]}. Предположим для некоторой точки {\displaystyle x\in M} изопериметрическая константа в шаре {\displaystyle B(x,1)_{g_{0}}} не меньше чем {\displaystyle (1-\delta )\cdot c_{n}}, где {\displaystyle c_{n}} изопериметрическая константа {\displaystyle n}-мерного евклидова пространства и скалярная кривизна {\displaystyle g_{0}} не меньше {\displaystyle -1}  везде в {\displaystyle B(x,1)_{g_{0}}}. Тогда 
{\displaystyle |\mathrm {Rm} _{g_{t}}|\leq {\tfrac {1}{t}}+{\tfrac {1}{\varepsilon ^{2}}}}

во всех точках шара {\displaystyle B(x,\varepsilon )_{g_{t}}} при {\displaystyle t\in [0,\varepsilon ^{2}]}.